# Mars 2008 en sport
Cette page concerne l'actualité sportive du mois de Mars 2008

## Samedi1ermars2008
- Hockey sur glace : fin de la saison régulière de la Superliga, remportée par le Salavat Youlaev Oufa.

## Dimanche2 mars2008
- Rallye : Sébastien Loeb, Citroën C4 WRC, remporte pour la troisième année consécutive le Rallye du Mexique en s'imposant devant l'Australien Chris Atkinson et le Finlandais Jari-Matti Latvala. Au classement du championnat du monde, le pilote français revient à seulement une longueur de Mikko Hirvonen.

## Dimanche9 mars2008
- Hockey sur glace : 60e et dernière journée de la saison régulière de la DEL. Les Nürnberg Ice Tigers finissent premier.

## Samedi15 mars2008
- Rugby à XV : à Cardiff, grâce à leur large victoire (29-12) sur l'équipe de France, les Gallois remportent, trois ans après leur sacre de 2005, le Tournoi des six nations 2008, réalisant leur dixième Grand Chelem à l'issue d'une rencontre intense.
- Sport automobile : au volant de leur Porsche RS Spyder du Penske Racing, les Français Romain Dumas et Emmanuel Collard ainsi que l'Allemand Timo Bernhard remportent les 12 Heures de Sebring, première manche de l'American Le Mans Series 2008.

## Dimanche16 mars2008
- Formule 1 : le Britannique Lewis Hamilton (McLaren-Mercedes) remporte le Grand Prix d'Australie, manche d'ouverture du championnat du monde de Formule 1 2008. Il devance à l'arrivée les Allemands Nick Heidfeld (BMW Sauber) et Nico Rosberg (Williams-Toyota).
- Cyclisme sur route : au terme de la 7e et dernière étape, l'Italien Davide Rebellin (Gerolsteiner) remporte la course à étapes Paris-Nice, devant son compatriote Rinaldo Nocentini (AG2R La Mondiale, 2e) et l'Ukrainien Yaroslav Popovych (Silence-Lotto, 3e).

## Mardi18 mars2008
- Cyclisme sur route : au terme de la 7e et dernière étape, le Suisse Fabian Cancellara (Team CSC) remporte la Tirreno-Adriatico 2008, devant l'Italien Enrico Gasparotto (Barloworld, 2e) et le Suédois Thomas Lövkvist (Team High Road, 3e).

## Mercredi19 mars2008
- Natation : Laure Manaudou devient championne d'Europe du 200 mètres dos en battant de 1 s 20 son propre record de France avec un chrono de 2 min 07 s 99, laissant à près de 2 s la Russe Anastasia Zueva (2e) et la Hongroise Nikolette Szepesi (3e). Dans le même temps, Hugues Duboscq obtient la médaille d'argent sur 100 mètres brasse derrière le Norvégien Alexander Dale Oen.

## Vendredi21 mars2008
- Natation : à Eindhoven, (Pays-Bas), la ville de Pieter van den Hoogenband, le Français Alain Bernard bat, en demi-finale des Championnats d'Europe, le record du monde du 100 m nage libre en 47 s 60, soit 24 centièmes de mieux que le Néerlandais.

## Samedi22 mars2008
- Natation : en finale du 100 mètres nage libre des Championnats d'Europe, à Eindhoven, (Pays-Bas), le Français Alain Bernard améliore en 47 s 50, son propre record du monde, établi la veille en demi-finale. Il remporte ainsi son premier titre de champion d'Europe en grand bassin en devançant de près d'une seconde le Suédois Stefan Nystrand (48 s 40) et l'Italien Filippo Magnini (48 s 53).

## Dimanche23 mars2008
- Formule 1 : le Finlandais Kimi Räikkönen remporte le Grand Prix de Malaisie. Au volant de sa Ferrari F2008, le champion du monde en titre s'impose devant le Polonais Robert Kubica (BMW Sauber) et le son compatriote Heikki Kovalainen (McLaren-Mercedes). Arrivé 5e, Lewis Hamilton conserve la tête du championnat du monde.
- Natation : après son titre et son record du monde (47 s 50) sur 100 mètres nage libre, Alain Bernard réalise un nouvel exploit à Eindhoven, en demi-finale du 50 mètres nage libre des Championnats d'Europe. Il se qualifie aisément pour la finale en battant le record du monde de la distance établi le 17 février 2008 à Sydney par l'Australien Eamon Sullivan avec un chrono de 21 s 50 contre 21 s 56 pour le nageur des antipodes.
- Cyclisme sur route : une semaine après avoir enlevé la Tirreno-Adriatico, le Suisse Fabian Cancellara remporte la 99e édition de Milan-San Remo terminant avec quelques secondes d'avance sur l'Italien Filippo Pozzato (2e) et le Belge Philippe Gilbert (3e).

## Lundi24 mars2008
- Natation : aux Championnats d'Europe d'Eindhoven, Alain Bernard, sur sa lancée des jours précédents, remporte le titre du 50 mètres nage libre, sans battre toutefois son record du monde. Par ailleurs, Aurore Mongel obtient la médaille d'or sur 200 mètres papillon, avant que l'Italienne Federica Pellegrini ne batte le record du monde du 400 mètres nage libre de Laure Manaudou, qui avait renoncé à concourir sur sa distance de prédilection. Lors de cette épreuve, la Française Coralie Balmy s'est classée deuxième.

## Mardi25 mars2008
- Baseball : ouverture de la saison 2008 de la MLB avec un match avancé joué au Tokyo Dome de Tokyo entre les tenants du titre, les Red Sox de Boston, et les Athletics d'Oakland. Les Red Sox s'imposent 6-5 en dixième manche.

## Mercredi26 mars2008
- Natation : en finale du 100 mètres nage libre des Championnats d'Australie, disputés à Sydney, Eamon Sullivan s'impose dans le temps de 47 s 52 (après avoir réalisé 47 s 55 la veille, en demi-finale), à seulement deux centièmes du nouveau record du monde de la spécialité établi la semaine précédente à Eindhoven, lors des Championnats d'Europe, par Alain Bernard. L'Australien sera un concurrent redoutable pour le Français pour la conquête du titre olympique.
- Cyclisme sur piste : lors des championnats du monde, à Manchester, Angleterre, l'équipe de France composée de Grégory Baugé, Kévin Sireau et Arnaud Tournant remporte, pour la troisième année consécutive, la médaille d'or de la Vitesse par équipes Hommes, dans le temps de 43 s 27, nouveau record du monde « officieux » de la spécialité, en devançant l'équipe britannique, déjà 2e en 2006 et 2007, de près d'une demi-seconde et celle des Pays-Bas (3e). Dans le même temps, le Britannique Bradley Wiggins s'adjuge le titre de la Poursuite individuelle en s'imposant devant le néerlandais Jenning Huizenga et le Russe Alexei Markov.
- Cyclisme sur route : le Français Sylvain Chavanel (Cofidis) remporte en solitaire la 63e édition de la classique flamande À travers les Flandres, dans les rues de Waregem (Belgique), en devançant le Néerlandais Steven de Jongh (Quick Step, 2e) et le Belge Niko Eeckhout (Topsport Vlaanderen, 3e), double vainqueur de l'épreuve en 2001 et 2005.

## Jeudi27 mars2008
- Natation : en demi-finale du 50 mètres nage libre des Championnats d'Australie, disputés à Sydney, Eamon Sullivan, avec un temps de 21 s 41, améliore de 9 centièmes le record du monde de la spécialité établi la semaine précédente à Eindhoven, lors des Championnats d'Europe, par le Français Alain Bernard (21 s 50).
- Jeux olympiques : le Président de la République, Nicolas Sarkozy, indique, lors d'une conférence de presse commune, à Londres, avec le Premier ministre britannique Gordon Brown, qu'il consultera les autres pays membres de l'Union européenne sur la question d'un éventuel boycott de la cérémonie d'ouverture des Jeux olympiques, le 8 août prochain à Pékin : « Je serai président de l'Union au moment de la cérémonie d'ouverture. Je dois m'ouvrir aux autres, les consulter pour savoir si j'irai à la cérémonie ou pas. »

## Vendredi28 mars2008
- Natation : vingt-quatre heures après avoir effacé des tablettes le record du monde d'Alain Bernard, l'Australien Eamon Sullivan améliore une nouvelle fois, en finale du 50 mètres nage libre des Championnats d'Australie, disputés à Sydney, son propre record du monde, avec un chrono de 21 s 28, soit 13 centièmes de mieux que sa marque précédente (21 s 41).

## Samedi29 mars2008
- Cyclisme sur piste : à l'occasion de la quatrième journée des championnats du monde, à Manchester (Angleterre), la Grande-Bretagne remporte trois nouvelles médailles d'or, portant son total à neuf médailles d'or depuis le début de ces championnats : Mark Cavendish et Bradley Wiggins (course à l'américaine), Victoria Pendleton (Vitesse Femmes) et Chris Hoy (keirin).

## Dimanche30 mars2008
- Sport automobile : Sébastien Loeb remporte le Rallye d'Argentine, quatrième manche du championnat du monde des rallyes 2008, pour la quatrième année consécutive. Sur sa Citroën C4 WRC, le Français devance la Subaru Impreza de l'Australien Chris Atkinson et l'autre Citroën officielle de l'Espagnol Daniel Sordo. Loeb reprend la tête du championnat du monde à Mikko Hirvonen, classé seulement cinquième de l'épreuve.
- Catch : Randy Orton conserve le titre de champion du monde de catch (WWE) avec un Concussion Kick, devant plus de 70 000 personnes lors de la 24e édition de Wrestlemania au Citrus Bowl d'Orlando

## Principaux rendez-vous sportifs du mois de mars 2008
- 28 février au 2 mars, Rallye : rallye du Mexique.
- 3 au 9 mars :
  - Tennis : tournois ATP de Dubai, et de Las Vegas.
  - Tir à l'arc : championnats d'Europe en salle à Turin.
- 4 et 5 mars, Football : ligue des champions (8e de finale retour).
- 5 mars, Basket-ball : Euroligue dames (quarts de finale, matches d'appui).
- 6 mars, Football : Coupe de l'UEFA (8e de finale aller).
- 6 au 9 mars, Patinage de vitesse : championnats du monde par distance à Nagano.
- 7 au 9 mars :
  - Athlétisme : championnats du monde en salle à Valence.
  - Short track : championnats du monde à Gangneung.
- 8 et 9 mars, Rugby à XV : tournoi des six nations (4e journée).
- 9 mars, Motocyclisme : Grand Prix du Qatar de vitesse à Losail.
- 9 au 16 mars, Cyclisme : Paris-Nice.
- 10 au 23 mars, Tennis : tournois ATP et WTA d'Indian Wells.
- 11 et 13 mars, Basket-ball : Euroligue dames (Finale à 4).
- 12 et 13 mars, Football : coupe de l'UEFA (8e de finale retour).
- 12 au 18 mars, Cyclisme : Tirreno-Adriatico.
- 13 au 23 mars, Natation : championnats d'Europe à Eindhoven.
- 15 mars :
  - Sport automobile : 12 Heures de Sebring.
  - Rugby à XV : tournoi des six nations (5e et dernière journée).
- 15 et 16 mars, Volley-ball : coupe de la CEV et Coupe Challenge dames (finales à 4).
- 16 mars, Formule 1 : Grand Prix d'Australie de Formule 1 à Melbourne.
- 17 au 23 mars, Patinage artistique : championnats du monde à Göteborg.
- 22 mars, Cyclisme : Milan-San Remo.
- 22 et 23 mars, Volley-ball : coupe de la CEV et Coupe Challenge messieurs (finales à 4).
- 23 mars, Formule 1 : Grand Prix de Malaisie de F1 à Sepang.
- 24 au 6 mars, Tennis : tournois ATP et WTA de Miami.
- 25 mars, Baseball : début de la saison 2008 de la MLB.
- 27 mars, Basket-ball : Eurocoupe dames (finale aller).
- 27 au 30 mars, Rallye : Rallye d'Argentine.
- 28 au 30 mars, Cyclisme : championnats du monde sur piste à Manchester (GBR).
- 29 mars, Football : finale de la Coupe de la Ligue au Stade de France.
- 29 et 30 mars, Volley-ball : Ligue des champions messieurs et dames (finales à 4).
- 30 mars :
  - Athlétisme : championnats du monde de cross-country à Édimbourg (GBR).
  - Motocyclisme : Grand Prix d'Espagne de vitesse à Jerez de la Frontera.
  - Catch : WrestleMania XXIV au Citrus Bowl d'Orlando.